# Пет Баркер
Пет Ба́ркер (англ. Pat Barker; нар. 8 травня 1943) — британська феміністська письменниця, одна з найвпливовіших англійських романістів сучасності. Лауреатка багатьох нагород (зокрема, Букерівської премії) за твори на тему спогадів, травм, виживання та відновлення жінок робітничого класу. ЇЇ роботи описуються як конкретні, чіткі і розказані прямо. У 2012 році журнал The Observer назвав трилогію «Регенерація» одним із «10 найкращих історичних романів».

## Життєпис
Пет Баркер народилася в сім'ї робітничого класу в Торнабі-он-Тіс у Північному Райдінгу Йоркширу, Англія, 8 травня 1943 року. Її мати Мойра померла у 2000 році; особа її батька невідома. Згідно з «Таймс», Мойра завагітніла «після п'яної гулянки у Ренсі». У соціальному кліматі, де позашлюбність вважалася соромом, вона говорила людям, що дитина, яка народилася, була її сестрою. Вони жили з бабусею Баркер Еліс і вітчимом Вільямом, поки її мати не одружилася і не переїхала, коли Пет було 7 років. В інтерв'ю The Guardian у 2003 році Баркер розповіла, що вирішила залишитися з бабусею «через любов до неї, а також тому, що мій вітчим не був прихильний до мене, а я до нього». Її дідусь і бабуся керували рибним магазином, який прогорів, і сім'я була, як вона розповіла The Times у 2007, «бідною, як церковні миші; ми жили на державну допомогу — „на млинці“, як називала це моя бабуся». У 11 років Пет отримала місце в гімназії, відвідуючи гімназію Короля Джеймса в Кнаресборо та гімназію Грейнджфілд у Стоктоні-он-Тіс.
Баркер, яка каже, що завжди була затятою читачкою, вивчала міжнародну історію в Лондонській школі економіки в 1962-65 роках. Закінчивши навчання в 1965 році, вона повернулася додому, щоб доглядати за своєю бабусею, яка померла в 1971 році.
У 1969 році в пабі вона познайомилася з Девідом Баркером, професором зоології та неврологом, на 20 років старшим за неї, який залишив свій шлюб, щоб жити з нею. Народила двох дітей, і вони одружилися в 1978 році, після його розлучення. Їхня донька Анна Баркер Ральф — письменниця. Пет Баркер овдовіла у січні 2009 року.

## Творчість
У віці близько 20 років Баркер почала писати художні твори. Її перші три романи так і не були опубліковані, і, як вона сказала в інтерв'ю The Guardian у 2003 році, «не заслуговували на це: я була чутливою жіночою письменницею, а це не те, чим я є насправді. У моєму голосі відчувається приземленість і непристойність».
Її першим опублікованим романом був «Юніон-стріт» (1982), який складався з семи взаємопов'язаних історій про жінок англійського робітничого класу, чиє життя обмежене бідністю та насильством. Протягом 10 років рукопис відхилявся видавцями як надто «похмурий і депресивний». Пет Баркер познайомився з британською феміністською письменницею Енджелою Картер на письменницькому семінарі Фонду Арвон. Картер сподобалася книга, і вона сказала Баркер: «Якщо вони не можуть співчувати жінкам, яких ви створюєте, то хай їм грець», і запропонувала їй надіслати рукопис феміністичному видавництву Virago, яке прийняло його. The New Statesman назвав роман «довгоочікуваним шедевром робітничого класу», а The New York Times Book Review зауважив, що Баркер «дає відчуття письменниці, яка володіє величезною силою, яку їй навряд чи довелося використати, щоб написати першокласний перший роман». 
Пізніше «Юніон-стріт» було екранізовано у голлівудському фільмі «Стенлі та Айріс» (1990) з Робертом Де Ніро та Джейн Фондою в головних ролях. Баркер сказала, що фільм мало схожий на її книгу. Станом на 2003 рік роман залишався одним з найпопулярніших у видавництві «Віраго».
Перші три романи Баркер — «Юніон-стріт» (1982), «Знеси свій дім» (1984) та «Англія Лайзи» (1986; спочатку опублікована під назвою «Дочка століття») — змальовували життя жінок робітничого класу в Йоркширі. Журнал BookForum описав їх як «сповнені почуттів, жорстокі та брудні, але ніколи не експлуататорські чи сенсаційні і рідко сентиментальні». У книзі «Знеси свій дім» розповідається про повій, які живуть у місті на півночі Англії, і яких переслідує серійний вбивця. Фільм «Англія Лізи», який газета Sunday Times назвала «сучасним шедевром», розповідає про життя жінки з робітничого класу, яка народилася на зорі ХХ століття.